# María Magdalena Campos-Pons
María Magdalena Campos-Pons (* 22. August 1959 in Matanzas) ist eine kubanisch-US-amerikanische Installationskünstlerin.

## Leben und Werk
María Magdalena Campos-Pons studierte bis 1985 an den National Art Schools und dem Instituto Superior de Arte (ISA) in Havanna. 1988 legte sie den Master für Malerei und Medienkunst am Massachusetts College of Art and Design in Boston ab. María Magdalena Campos-Pons lehrte an der School of the Museum of Fine Arts in Boston und ist seit 2017 Professor an der Vanderbilt University in Nashville, Tennessee.
Campos-Pons arbeitet mit den künstlerischen Medien Fotografie, Malerei, Skulptur, Video und schafft Installationen und Performances. Ihre Themen sind Gender, Sexualität, kulturelle Identität und visuelle Sprachuntersuchungen. Seit 1988 arbeitet sie zeitweise mit dem Musiker und Komponisten Neil Leonard zusammen.
María Magdalena Campos-Pons bespielte Einzelausstellungen im Museum of Modern Art in New York und dem Indianapolis Museum of Art. Sie war 2001 und 2013 Teilnehmerin der Biennale di Venezia in Venedig sowie 2017 der documenta 14 in Kassel.

## Auszeichnungen
- 2023 wurde Campos-Pons in die American Academy of Arts and Sciences gewählt
- 2023 MacArthur Fellow